# Ratusz w Kołomyi
Ratusz w Kołomyi – znajdujący się w narożniku Rynku, wybudowany został w 1877 r. w stylu neorenesansowym o dwupiętrowym korpusie głównym i siedmiokondygnacyjnej wieży. Zwieńczenie wieży -  obserwacyjny punkt przeciwpożarowy - zostało przebudowane po 1948 r. Dawny polski ratusz dalej użytkowany jest przez radę miejską.